# Deutscher Klub (Verein)
Der Deutsche Klub war ein 1908 in Wien von Alldeutschen gegründeter Verein mit großer politischer Bedeutung. In der Ersten Republik wurde er zu einem Zentrum der deutschnationalen Bewegung mit Mitgliedern in höchsten politischen, wissenschaftlichen und kulturellen Ämtern und Beteiligten am Juliputsch 1934 gegen die Ständestaatsregierung sowie der bedeutendste parapolitische Verein im Zusammenhang mit dem „Anschluss“ Österreichs an das Deutsche Reich. Auch war er stark mit den ähnlich ausgerichteten antisemitischen Netzwerken Akademische Sektion und Deutsche Gemeinschaft sowie mit der konspirativen Professorenclique „Bärenhöhle“ der Universität Wien vernetzt.

## Geschichte

### Deutschnationales Sammelbecken
Am 21. Februar 1908 wurde der Deutsche Klub vom damaligen Handelskammersekretär und späteren Gesandten Österreichs in Berlin, dem Wirtschaftspolitiker Richard Riedl, gegründet, um Spannungen vornehmlich zwischen deutschnationalen Burschenschaften und Studentenverbindungen abzubauen, wobei sich die Konflikte zwischen diesen Organisationen auf den Waffengebrauch sowie auf die Mensuren fokussierten. Er wirkte zunächst als Sammelbecken deutschnationaler Verbindungen und Organisationen und radikalisierte sich nach dem Ende des Ersten Weltkriegs.

### Radikalisierung zum Nationalsozialismus
1923 wurde der Deutsche Klub in acht repräsentativen Räumen im Leopoldinischen Trakt der Hofburg, dem heutigen Sitz des Bundespräsidenten, untergebracht. Ab Dezember 1928 organisierte der Klub eine mehrmonatige Vortragsreihe über die Heimwehr, in deren Rahmen auch ihr Bundesführer Richard Steidle als Redner auftrat. Spätestens ab 1930 driftete der Deutsche Klub immer weiter nach rechts, wo er sich immer mehr dem Nationalsozialismus andiente. In diesem Jahr traten viele der „betont nationalen“ Mitglieder der aufgelassenen Deutschen Gemeinschaft, einem 1919 gegründeten Geheimbund von deutschnationalen und katholischen Gesinnungsgenossen, in den Deutschen Klub über.
Mit dem Ende der Bürgerblockregierungen und der Ausschaltung des Parlaments durch Engelbert Dollfuß am 4. März 1933 kam es zu Neukonfigurationen des konservativen und rechten politischen Spektrums in Österreich. Die Spannungen zwischen den nun autoritär herrschenden Christlichsozialen und den „Betont Nationalen“ verstärkten sich. Die immer mächtiger werdende nationalsozialistische NSDAP wurde am 19. Juni 1933 verboten. Der Deutsche Klub, der in den 1920er Jahren noch regierungskonform agiert hatte, vertrat nun die Agenda der „Betont Nationalen“ und suchte unter seinem Obmann Carl Bardolff bereits vor dem Verbot der NSDAP aktiv eine Annäherung zu den Nationalsozialisten.
Nach dem Putschversuch am 25. Juli 1934 gegen die Ständestaatsregierung, an dem Otto Wächter, ein Klubvorstand, und andere Vereinsmitglieder wie Hanns Blaschke und Otto Persch beteiligt waren, wurde der Klub am 31. August zwangsweise aufgelöst, auch weil er „eine Pflegestätte nationalsozialistischer Opposition“ gewesen sei. Dem damaligen Obmann Carl Bardolff, einem geadelten k.u.k. Berufsoffizier und Nazi-Sympathisanten, gelang allerdings mit Hilfe von Klubfürsprechern in höchsten Kreisen der Politik und der Exekutive, dass der Deutsche Klub nach zehn Wochen wieder geöffnet werden durfte.
Am 11. März 1938 schließlich beteiligten sich 200 Mitglieder des Deutschen Klubs am SA-Aufmarsch vor dem Bundeskanzleramt, wo Kurt Schuschnigg auf Druck von Adolf Hitler zurücktrat und Arthur Seyß-Inquart mit vier weiteren Vereinsmitgliedern (Handelsminister Hans Fischböck, Justizminister Franz Hueber, Sozialminister Hugo Jury und Unterrichtsminister Oswald Menghin) die Mehrheit in der neuen Regierung stellte.

### „Anschluss“ und Vereinsauflösung
Mit dem „Anschluss“ Österreichs, einem der größten Ziele des Deutschen Klubs, am 13. März 1938 wurde zwar die Bundesregierung Seyß-Inquart hinfällig, Mitglieder des Deutschen Klubs übernahmen in den nächsten Tagen und Wochen freilich zahlreiche wichtige Leitungspositionen in Institutionen des gleich geschalteten Österreich. So gehörte etwa der NS-Bürgermeister der Stadt Wien, Hermann Neubacher, dem Klub ebenso an wie der Rektor, der Prorektor und drei Dekane der Universität Wien. Auch Otto Antonius, Direktor des Tiergartens Schönbrunn war Mitglied des Deutschen Klubs.
Der Klub wurde jedoch mit dem Erlass des Ostmarkgesetzes am 1. Mai 1939 und der Entmachtung von Seyß-Inquart in Wien im September 1939 am 21. Oktober 1939 offiziell aufgelöst, da ihn das nationalsozialistische Regime als zu machtvoll und als gefährliche Nebenregierung ansah. In diesem Jahr gab es im Verein annähernd 30 Prozent NSDAP-Mitglieder. Diese Liquidation des Klubs machte es wiederum einfach, sich nach 1945 vom NS-Regime zu distanzieren.

### NachfolgevereinNeuer Klub
Die ehemaligen Mitglieder des Deutschen Klubs und der NSDAP, Erich Führer, Franz Hueber, er war Justizminister im „Anschlusskabinett“ Seyß-Inquarts, und Karl Anton Rohan, gründeten gemeinsam mit Taras Borodajkewycz 1957 den bis heute bestehenden Neuen Klub in Wien und Salzburg.
Der Klub, dessen Mitglieder von der mit dem VdU kooperierenden Aktion zur politischen Erneuerung als „Elite des politischen, geistigen, wirtschaftlichen und kulturellen Lebens, soweit sie sich zum deutschen Volkstum bekennt“ bezeichnet wurden, versteht sich als überparteilicher Verein, wobei auf verschiedene Gastredner wie Erhard Busek, Franz Olah oder Jörg Haider verwiesen wird. Allerdings ist die Homepage des Neuen Klubs Teil des Internetauftritts des Freiheitlichen Akademikerverbands Salzburgs.
Auf der Homepage des Neuen Klubs war der Artikel Phasenplan für eine nachhaltige Rückwanderungspolitik bis 2015 zu finden, was dem Autor Wolfgang Caspart eine Anzeige wegen Verhetzung einbrachte, da hier Arbeitslager für Ausweislose und Abzuschiebende vorgeschlagen wurden. Dieser wurde jedoch 2016 vom Verdacht der Verhetzung freigesprochen.

## Politische Ausrichtung und Mitgliederstruktur
Zu Beginn des Klubs schlossen sich die Altherren der Burschenschaften, der deutschnationalen Korporationen, des Kyffhäuserverbands, der Sängerschaften und des akademischen Turnvereins zusammen. Neben der deutschnationalen Gesinnung verband sie ein mehr oder weniger starker Antisemitismus, der aber erst 1934 mit dem Zusatz „und arischer Abkunft“ in die Statuten des, nach Eigendefinition, „nicht-politische[n] Verein[s]“ zur „Pflege des deutschen Volkstums“ aufgenommen wurde. Obwohl parteipolitische Fragen nicht offiziell erörtert wurden, wurden Themen wie der Einfluss des Judentums auf die österreichische Wirtschaft oder die Rassenhygiene im Verein diskutiert. Der Verein stand auch dem Anschluss Österreichs an Deutschland äußerst positiv gegenüber. Arthur Seyß-Inquart nutzte den Verein, um für eine Kooperation von Heimwehr und NSDAP zu plädieren. Unter Carl Bardolff, der dem Deutschen Klub zwischen 1932 und 1937 sowie 1938/1939 vorstand, versuchte der Verein, Bestrebungen von der Regierung Dollfuß auf Distanz zu Deutschland zu gehen, zu unterbinden.
Über die einzelnen Mitglieder in den ersten Jahren lässt sich vergleichsweise wenig sagen, da ein namentliches Verzeichnis liegt erst aus dem März 1919 vorliegt. Da zählte der Deutsche Klub knapp mehr als die informell festgelegten 1.000 Mitglieder, die sich in erster Linie aus dem Hochbürgertum und dem ehemaligen Adel rekrutierten. Über die ganze Zeit seines dreißigjährigen Bestehens hatte der Klub insgesamt rund 2.000 Mitglieder. Besonders stark vertreten waren höhere Beamte beziehungsweise Verwaltungsjuristen (19 %), Kaufleute und Fabrikanten (16 %, darunter viele Großindustrielle) sowie Hochschullehrer (11 %). Der überwiegende Teil (79 %) dieser tausend Männer – Frauen waren von der Mitgliedschaft ausgeschlossen – lebte in Wien, weitere zwölf Prozent in den Bundesländern und sechs Prozent auf dem Gebiet der kurz zuvor gegründeten Tschechoslowakei. Die übrigen Mitglieder verteilten sich auf das Deutsche Reich und andere Gebiete der ehemaligen Habsburgermonarchie. Entsprechend den beruflichen Positionen war der Akademikeranteil im Klub sehr hoch und lag bei zumindest 62 Prozent.

### Einflussreiche Positionen
Der Deutsche Klub unterschied sich von anderen bürgerlichen Vereinen im deutschsprachigen Raum durch die Präsenz seiner Mitglieder in höchsten politischen Ämtern. Neben dem Dienen als Personalreservoir der Großdeutschen Volkspartei fanden sich in seinen Reihen der von 1920 bis 1928 amtierende Bundespräsident Michael Hainisch sowie mindestens zehn Regierungsmitglieder der Ersten Republik, die da waren:
- Emil Kraft (Handel und Gewerbe, Industrie und Bauten 1922–1923)
- Walter Rodler (Verkehrswesen 1921–1922)
- Hans Schürff (Handel und Verkehr 1923–1929, Justiz 1930–1931, 1931–1932)
- Friedrich Schuster (Handel und Verkehr 1930)
- Franz Slama (Justiz 1928–1930)
- Heinrich Srbik (Unterricht 1929–1930)
- Leopold Waber (Inneres und Unterricht 1921–1922, Justiz 1922–1923, Vizekanzler 1924–1926)
- Josef Wächter (Heereswesen 1921–1922)

Im Bereich der Wissenschaft stellte der Deutsche Klub 1932 an der Universität Wien 26 Prozent der ordentlichen Professoren und die Hälfte der 1908 bis 1939 amtierende Rektoren, die da waren: Auch ein Großteil der Teilnehmer an antisemitischen Professorenkartellen dieser Universität – der Fachgruppe Hochschullehrer der Deutschen Gemeinschaft und der Bärenhöhle – waren im Klub organisiert, wie auch der von 1938 bis 1945 amtierende Präsident der Österreichischen Akademie der Wissenschaften Heinrich Srbik.
- Anton Weichselbaum (1912/13)
- Richard Wettstein (1913/14)
- Friedrich Johann Becke (1918/19)
- Ernst Schwind (1919/20)
- Alfons Dopsch (1920/21)
- Hans Sperl (1925/26),
- Karl Luick (1925/26)
- Hans Molisch (1926/27)
- Wenzel Gleispach (1929/30)
- Hans Übersberger (1930/31)
- Othenio Abel (1932/33)
- Alexander Hold-Ferneck (1934/35)
- Oswald Menghin (1935/36)
- Fritz Knoll

Ebenfalls befanden sich hohe Polizeibeamte wie die Leiter der Staatspolizei Heinrich Tandler und Franz Brandl, letzterer war von 1932 bis 1933 auch Wiener Polizeipräsident in diesem Verein.